# ミラ・トピッチ
ミラ・トピッチ（Mira Topić、1983年6月2日 - ）は、クロアチアの元女子バレーボール選手。現役時代のポジションはアウトサイドヒッター。元クロアチア代表。

## 来歴
- クラブチーム

クロアチアのスプリト出身。OK Kaštelaを経て、2001年にテキサス大学オースティン校へ進学した。卒業後はトルコリーグの強豪エジザージュバシュ・ヴィトラに加入した。2005/06シーズンはルーマニアのCS Rapid Bucureştiでプレーした。2006/07シーズンはイタリアセリエA1のVolley 2002 Forlìへ移籍し、2年間プレーした。2008/09シーズンはスペインリーグのCAVムルシア2005へ移籍し、スペインリーグ、スペインカップで2冠を達成した。2009/10シーズンは2004 トミス・コンスタンツァでプレーし、ルーマニアリーグで準優勝した。2010/11シーズンからはドイツブンデスリーガのシュヴェリーンSCでプレーし、2010/11、2011/12シーズンのブンデスリーガで2連覇を果たした。2012/13シーズンから2年間はロシアリーグのVK Tioumenでプレーした。2014/15シーズンはポーランドのImpel Wrocławへ移籍し、タウロンリーガで4位となった。2015/16シーズンはチェコのVKプロスチェヨフへ加入、シーズン途中の2016年1月にトルコリーグのサリエル・ベレディイェスポルへの加入し、リーグを7位で終えた。
- 代表チーム

アンダーカテゴリーの代表として2000年のジュニア欧州選手権に出場。2007年にクロアチア代表に初選出される。2011年、欧州選手権に出場した。2012年、ロンドン五輪欧州大陸予選に出場した。2013年、ドイツで開催された欧州選手権で5位となった。2015年、欧州選手権に出場した。2016年、ワールドグランプリに出場した。2017年の代表戦を最後に現役を引退した。

## 球歴
- 欧州選手権 - 2011年、2013年、2015年
- ワールドグランプリ - 2016年

## 所属クラブ
- OK Kaštela（1998-2001年）
- テキサス大学オースティン校（2001-2004年）
- エジザージュバシュ・ヴィトラ（2004-2005年）
- Markopouolo（2005年）
- CS Rapid Bucureşti（2005-2006年）
- Volley 2002 Forlì（2006-2008年）
- CAVムルシア2005（2008-2009年）
- 2004 トミス・コンスタンツァ（2009-2010年）
- シュヴェリーンSC（2010-2012年）
- VK Tioumen（2012-2014年）
- Impel Wrocław（2014-2015年）
- VKプロスチェヨフ（2015-2016年）
- サリエル・ベレディイェスポル（2016年）